# 페요
피에르 컬리포드(Pierre Culliford, 1928년 6월 25일~1992년 12월 24일)는 필명 페요로 널리 알려져 있는 벨기에 출신의 만화 작가였으며 스머프로 명성을 높였다.

## 생애
그는 브뤼셀에서 1928년 잉글랜드인 아버지와 벨기에인 어머니 사이에서 태어났다. 그의 필명인 "Peyo"는 초기 그가 작품을 영국으로 옮기게 되는 과정에서 그의 사촌이 발음을 잘못해서 옮긴 것을 필두로 굳어졌다고 한다.
페요는 작은 애니메이션 학교인 Compagnie Belge d'Animation에서 수학하면서 훗날의 동료들과 친구들을 많이 만나게 된다. 벨기에의 애니메이션 제작사인 듀푸이스 사에 동창들은 대부분 취직했지만 조금 어렸던 그는 처음에는 거절당했다. 때문에 신문에 만평 식으로 기고를 하면서 생활을 하기 시작했으며 후에는 독자적인 그림 양식을 인정 받아서 수입을 충당하게 됐다.
1952년 그의 동료였던 프라킨이 페요를 아동 만화 잡지인 르 조날 드 스피로(Le Journal de Spirou)에 소개했다. 스피로 지는 프랑스계 벨기에 잡지로서 1938년 벨기에에서 최초로 발행된 아동 잡지 중 하나다. 그는 이때 여러 캐릭터를 만들어 영어권으로 소개하게 됐다.
캐릭터나 모험 이야기를 주로 쓰면서 계속해서 연재물을 이어가다가 스머프를 처음 공개하면서 그의 작품은 많은 주목을 받기 시작한다. 이를 토대로 1960년대 초 스튜디오를 열어서 역량 있는 작가들과 함께 작업하기 시작한다. 페요 자신은 총 작업을 감독하고 지시하는 역할을 맡았다.
1959년 스머프 시리즈가 출간된 이후 두 편 더 이듬해에 출시했다. 많은 작가들이 작가들과 같이 작업하기 시작했으며 페요는 사업가이자 전문 작가로서 명성을 얻게 된다. 후에 아들인 티에리 컬리포드를 스튜디오 책임자로 딸인 베로니케에게는 홍보 담당직책을 물려주게 된다.
스머프 시리즈는 유럽에서 많은 성공을 거두면서 가정의 집기나 장난감으로 많이 쓰이게 됐다. 후에 미국으로 진출하면서 한나 바바라 스튜디오가 방영권을 받아 토요일 방영물로 내보내게 됐다. 하지만 페요 자신의 건강에는 소홀해 건강을 망치고 말았다.
그는 심장발작으로 64세의 나이에 고향 브뤼셀에서 죽었다. 그가 운영하던 스튜디오는 여전히 건재한 것으로 알려져 있으며 그의 이름을 달고 여러 시리즈물을 출간하고 있다.